# Japans voetbalelftal (vrouwen)
Het Japans vrouwenvoetbalelftal is een voetbalteam dat uitkomt voor Japan bij internationale wedstrijden, zoals het Aziatisch kampioenschap.
Het elftal werd in 1921 opgericht. Japan is het enige nationale damesteam dat alle FIFA-competities heeft gewonnen.

## Prestaties op eindronden

### Wereldkampioenschap
| Jaar   | Resultaat      | Wed | W  | G | V  | DV | DT |
| ------ | -------------- | --- | -- | - | -- | -- | -- |
| 1991   | Groepsfase     | 3   | 0  | 0 | 3  | 0  | 12 |
| 1995   | Groepsfase     | 4   | 1  | 0 | 3  | 2  | 8  |
| 1999   | Groepsfase     | 3   | 0  | 1 | 2  | 1  | 10 |
| 2003   | Groepsfase     | 3   | 1  | 0 | 2  | 7  | 6  |
| 2007   | Groepsfase     | 3   | 1  | 1 | 1  | 3  | 4  |
| 2011   | Kampioen       | 6   | 4  | 1 | 1  | 12 | 6  |
| 2015   | Runner-up      | 7   | 6  | 0 | 1  | 11 | 8  |
| 2019   | Achtste finale | 4   | 1  | 1 | 2  | 3  | 5  |
| / 2023 | Kwartfinale    | 5   | 4  | 0 | 1  | 15 | 3  |
| Totaal | 9/9            | 38  | 18 | 4 | 16 | 54 | 62 |

### Olympische Spelen
| Jaar   | Resultaat                 | Wed                       | W                         | G                         | V                         | DV                        | DT                        |
| ------ | ------------------------- | ------------------------- | ------------------------- | ------------------------- | ------------------------- | ------------------------- | ------------------------- |
| 1996   | Eerste ronde              | 3                         | 0                         | 0                         | 3                         | 2                         | 9                         |
| 2000   | Niet gekwalificeerd       | Niet gekwalificeerd       | Niet gekwalificeerd       | Niet gekwalificeerd       | Niet gekwalificeerd       | Niet gekwalificeerd       | Niet gekwalificeerd       |
| 2004   | Kwartfinale               | 3                         | 1                         | 0                         | 2                         | 2                         | 3                         |
| 2008   | Vierde plaats             | 6                         | 2                         | 1                         | 3                         | 11                        | 10                        |
| 2012   | Runner-up                 | 6                         | 3                         | 2                         | 1                         | 7                         | 4                         |
| 2016   | Niet gekwalificeerd       | Niet gekwalificeerd       | Niet gekwalificeerd       | Niet gekwalificeerd       | Niet gekwalificeerd       | Niet gekwalificeerd       | Niet gekwalificeerd       |
| 2020   | Gekwalificeerd (Gastland) | Gekwalificeerd (Gastland) | Gekwalificeerd (Gastland) | Gekwalificeerd (Gastland) | Gekwalificeerd (Gastland) | Gekwalificeerd (Gastland) | Gekwalificeerd (Gastland) |
| Totaal | 4/6                       | 18                        | 6                         | 3                         | 9                         | 22                        | 26                        |

## Selecties

### Huidige selectie
Interlands en doelpunten bijgewerkt tot en met de WK-wedstrijd Nederland  (2 - 1)  Japan op 25 juni 2019.

|             |                          |      |        |                       |        |
| Nr.         | Naam                     | Wed. | Dlpnt. | Club                  | Debuut |
| Doel        |                          |      |        |                       |        |
| 1           | Sakiko Ikeda 32 jaar     | 14   | 0      | Urawa Red Diamonds    | 2017   |
| 18          | Ayaka Yamashita 29 jaar  | 31   | 0      | Nippon TV Beleza      | 2015   |
| 21          | Chika Hirao 28 jaar      | 2    | 0      | Albirex Niigata       | 2018   |
| Verdediging |                          |      |        |                       |        |
| 2           | Rumi Utsugi 36 jaar      | 112  | 6      | Seattle Reign FC      | 2005   |
| 3           | Aya Sameshima 37 jaar    | 113  | 5      | INAC Kobe Leonessa    | 2008   |
| 4           | Saki Kumagai 34 jaar     | 108  | 0      | Olympique Lyonnais    | 2006   |
| 5           | Nana Ichise 27 jaar      | 19   | 0      | Mynavi Vegalta Sendai | 2017   |
| 12          | Moeka Minami 26 jaar     | 6    | 0      | Urawa Red Diamonds    | 2019   |
| 16          | Asato Miyagawa 27 jaar   | 5    | 0      | Nippon TV Beleza      | 2019   |
| 22          | Risa Shimizu 28 jaar     | 28   | 0      | Nippon TV Beleza      | 2018   |
| 23          | Shiori Miyake 29 jaar    | 18   | 0      | INAC Kobe Leonessa    | 2013   |
| Middenveld  |                          |      |        |                       |        |
| 6           | Hina Sugita 28 jaar      | 11   | 0      | INAC Kobe Leonessa    | 2018   |
| 7           | Emi Nakajima 34 jaar     | 74   | 14     | INAC Kobe Leonessa    | 2011   |
| 10          | Mizuho Sakaguchi 37 jaar | 124  | 29     | Nippon TV Beleza      | 2006   |
| 14          | Yui Hasegawa 28 jaar     | 39   | 7      | Nippon TV Beleza      | 2017   |
| 15          | Yuka Momiki 28 jaar      | 26   | 8      | Nippon TV Beleza      | 2017   |
| 17          | Narumi Miura 27 jaar     | 13   | 0      | Nippon TV Beleza      | 2018   |
| Aanval      |                          |      |        |                       |        |
| 8           | Mana Iwabuchi 31 jaar    | 64   | 22     | INAC Kobe Leonessa    | 2010   |
| 9           | Yuika Sugasawa 34 jaar   | 67   | 19     | Urawa Red Diamonds    | 2010   |
| 11          | Rikako Kobayashi 27 jaar | 7    | 2      | Nippon TV Beleza      | 2019   |
| 13          | Saori Takarada 25 jaar   | 3    | 0      | Cerezo Osaka Sakai    | 2019   |
| 19          | Jun Endo 24 jaar         | 8    | 0      | Nippon TV Beleza      | 2019   |
| 20          | Kumi Yokoyama 31 jaar    | 43   | 17     | AC Nagano Parceiro    | 2015   |
|             |                          |      |        |                       |        |

(Nr.= basiself, Nr. + Wed. = , Nr. + Wed. = , Nr. + Wed. = volledige wedstrijd, Dlpnt. = gescoord, 0 = penalty gestopt)

### Wereldkampioenschap
| Selectie van Japan bij het WK 2019 | Selectie van Japan bij het WK 2019 | Selectie van Japan bij het WK 2019 | Selectie van Japan bij het WK 2019 | Selectie van Japan bij het WK 2019 |
| ---------------------------------- | ---------------------------------- | ---------------------------------- | ---------------------------------- | ---------------------------------- |
|                                    |                                    |                                    |                                    |                                    |
| Nr.                                | Naam                               | Wed.                               | Dlpnt.                             | Club                               |
| Doel                               |                                    |                                    |                                    |                                    |
| 1                                  | Sakiko Ikeda 26 jaar               | 0 (14)                             | 0                                  | Urawa Red Diamonds                 |
| 18                                 | Ayaka Yamashita 23 jaar            | 4 (31)                             | −5                                 | Nippon TV Beleza                   |
| 21                                 | Chika Hirao 22 jaar                | 2 (2)                              | 0                                  | Albirex Niigata                    |
| Verdediging                        |                                    |                                    |                                    |                                    |
| 2                                  | Rumi Utsugi 30 jaar                | 0 (112)                            | 0 (6)                              | OL Reign                           |
| 3                                  | Aya Sameshima 32 jaar              | 4 (113)                            | 0 (5)                              | INAC Kobe Leonessa                 |
| 4                                  | Saki Kumagai 28 jaar               | 4 (108)                            | 0                                  | Olympique Lyonnais                 |
| 5                                  | Nana Ichise 21 jaar                | 3 19()                             | 0                                  | Mynavi Vegalta Sendai              |
| 12                                 | Moeka Minami 20 jaar               | 1 (6)                              | 0                                  | Urawa Red Diamonds                 |
| 16                                 | Asato Miyagawa 21 jaar             | 0 (5)                              | 0                                  | Nippon TV Beleza                   |
| 22                                 | Risa Shimizu 23 jaar               | 4 (28)                             | 0                                  | Nippon TV Beleza                   |
| 23                                 | Shiori Miyake 23 jaar              | 0 (18)                             | 0                                  | INAC Kobe Leonessa                 |
| Middenveld                         |                                    |                                    |                                    |                                    |
| 6                                  | Hina Sugita 22 jaar                | 4 (11)                             | 0                                  | INAC Kobe Leonessa                 |
| 7                                  | Emi Nakajima 28 jaar               | 4 (74)                             | 0 (14)                             | INAC Kobe Leonessa                 |
| 10                                 | Mizuho Sakaguchi 31 jaar           | 0 (124)                            | 0 (29)                             | Nippon TV Beleza                   |
| 14                                 | Yui Hasegawa 22 jaar               | 3 (39)                             | 1 (7)                              | Nippon TV Beleza                   |
| 15                                 | Yuka Momiki 23 jaar                | 1 (26)                             | 0 (8)                              | Nippon TV Beleza                   |
| 17                                 | Narumi Miura 22 jaar               | 4 (13)                             | 0                                  | Nippon TV Beleza                   |
| Aanval                             |                                    |                                    |                                    |                                    |
| 8                                  | Mana Iwabuchi 26 jaar              | 4 (64)                             | 1 (22)                             | INAC Kobe Leonessa                 |
| 9                                  | Yuika Sugasawa 28 jaar             | 4 (67)                             | 1 (19)                             | Urawa Red Diamonds                 |
| 11                                 | Rikako Kobayashi 21 jaar           | 2 (7)                              | 0 (2)                              | Nippon TV Beleza                   |
| 13                                 | Saori Takarada 19 jaar             | 3 (3)                              | 0                                  | Cerezo Osaka Sakai                 |
| 19                                 | Jun Endo 19 jaar                   | 3 (8)                              | 0                                  | Nippon TV Beleza                   |
| 20                                 | Kumi Yokoyama 25 jaar              | 2 (43)                             | 0 (17)                             | AC Nagano Parceiro                 |
|                                    |                                    |                                    |                                    |                                    |

## Bondscoaches
- Seiki Ichihara (1981)
- Takao Orii (1984)
- Ryohei Suzuki (1986-1989)
- Tamotsu Suzuki (1989-1996)
- Satoshi Miyauchi (1997-1999)
- Tamotsu Suzuki (1999)
- Shinobu Ikeda (2000-2002)
- Eiji Ueda (2002-2004)
- Hiroshi Ohashi (2004-2007)
- Norio Sasaki (2008-2016)
- Asako Takakura (2016-)